# Bartosz Derech
Bartosz Maciej Derech (ur. 5 stycznia 1979 w Poznaniu) – polski polityk i samorządowiec, od 2006 wójt gminy Rokietnica.

## Życiorys
Ukończył VII Liceum Ogólnokształcące im. Dąbrówki w Poznaniu. Absolwent Politechniki Poznańskiej na wydziale Maszyn Roboczych i Transportu. W okresie szkolnym członek Związku Harcerstwa Polskiego.
W latach 2002–2006 pełnił funkcję Radnego Gminy Rokietnica jednocześnie prowadząc własną działalność gospodarczą.
W wyborach samorządowych w 2006 roku został w drugiej turze z wynikiem 68,2% wybranym najmłodszym wójtem w Wielkopolsce i jednym z najmłodszych w kraju. W kolejnych latach wygrywał wybory z wynikiem: 2010 – 53,52%, 2014 – 70%, 2018 – 71,2%. W roku 2024 otrzymał 82,19%, najlepszy wynik w Województwie Wielkopolskim.
Od roku 2016 członek Platformy Obywatelskiej. Zasiada w Wielkopolskim Zarządzie Platformy Obywatelskiej drugą kadencję od roku 2017. Kandydował do Sejmu z list Platformy Obywatelskiej w roku 2015 uzyskując 7. miejsce na liście, które nie dawało mandatu.
Od roku 2014 pełni funkcję Przewodniczącego Komisji Rewizyjnej w stowarzyszeniu Metropolia Poznań. Tworzył Lokalną Grupę Działania Dolina Samy.

## Życie prywatne
Żonaty z Anną Derech, mają córkę Kaję

## Odznaczenia i wyróżnienia
- 2024 Nagroda im. Gen. Ignacego Prądzyńskiego przyznana przez Oddział SITK w Poznaniu za zasługi w rozwoju systemu transportowego aglomeracji poznańskiej;
- 2023 Srebrny medal za zasługi dla pożarnictwa;
- 2022 Srebrny medal „Labor omnia vincit”;
- 2019 Brązowy medal NSZZ Policjantów województwa wielkopolskiego;
- 2010 Medal Młodego Pozytywisty Towarzystwa im. Hipolita Cegielskiego;
- 2008 Brązowa Odznaka „Za zasługi dla więziennictwa".
- Otrzymał m.in.: Wyróżnienie Perły Samorządu 2017 przyznawaną przez redakcję Dziennika Gazety Prawnej[13].